# Mars (Gard)
Pour les articles homonymes, voir Mars.
Mars est une ancienne commune française située dans le département du Gard, en région Occitanie, intégrée en 2019 dans la commune de Bréau-Mars.

## Géographie

### Localisation
Le village est situé dans les Cévennes gardoises à quelques kilomètres à l'ouest du Vigan. La commune est arrosée par le Souls, rivière affluente du Coudoulous.

## Toponymie
Provençal Mars, du bas latin Martium.

## Histoire

### Moyen Âge
Jusqu'au commencement du XVIIe siècle, Mars est un hameau dépendant de la paroisse d'Aulas. 

### Époque contemporaine
Le 1er janvier 2019, elle fusionne avec Bréau-et-Salagosse pour constituer la commune nouvelle de Bréau-Mars.

## Politique et administration

### Liste des maires
| Période                                  | Période  | Identité           | Étiquette | Qualité |
| ---------------------------------------- | -------- | ------------------ | --------- | ------- |
| janvier 2019                             | En cours | Jean-Michel Derick |           |         |
| Les données manquantes sont à compléter. |          |                    |           |         |

| Période                                  | Période | Identité              | Étiquette | Qualité                                                        |
| ---------------------------------------- | ------- | --------------------- | --------- | -------------------------------------------------------------- |
|                                          |         | Jean-Claude Chalvidan |           | Maçon puis employé au Centre Louis-Defond à Bréau-et-Salagosse |
| 2001                                     | 2014    | Jean-Marc Chatelard   | DVG       |                                                                |
| 2014                                     | 2018    | Jean-Michel Derick    |           |                                                                |
| Les données manquantes sont à compléter. |         |                       |           |                                                                |

## Population et société

### Démographie
L'évolution du nombre d'habitants est connue à travers les recensements de la population effectués dans la commune depuis 1793. Pour les communes de moins de 10 000 habitants, une enquête de recensement portant sur toute la population est réalisée tous les cinq ans, les populations de référence des années intermédiaires étant quant à elles estimées par interpolation ou extrapolation. Pour la commune, le premier recensement exhaustif entrant dans le cadre du nouveau dispositif a été réalisé en 2004.

En 2016, la commune comptait 182 habitants, en évolution de +4,6 % par rapport à 2010 (Gard : +2,97 %, France hors Mayotte : +2,11 %).
| 1793 | 1800 | 1806 | 1821 | 1831 | 1836 | 1841 | 1846 | 1851 |
| ---- | ---- | ---- | ---- | ---- | ---- | ---- | ---- | ---- |
| 277  | 274  | 273  | 253  | 232  | 245  | 242  | 203  | 225  |

| 1856 | 1861 | 1866 | 1872 | 1876 | 1881 | 1886 | 1891 | 1896 |
| ---- | ---- | ---- | ---- | ---- | ---- | ---- | ---- | ---- |
| 228  | 216  | 200  | 188  | 199  | 193  | 164  | 152  | 144  |

| 1901 | 1906 | 1911 | 1921 | 1926 | 1931 | 1936 | 1946 | 1954 |
| ---- | ---- | ---- | ---- | ---- | ---- | ---- | ---- | ---- |
| 142  | 149  | 143  | 134  | 115  | 105  | 101  | 75   | 57   |

| 1962 | 1968 | 1975 | 1982 | 1990 | 1999 | 2004 | 2006 | 2009 |
| ---- | ---- | ---- | ---- | ---- | ---- | ---- | ---- | ---- |
| 51   | 59   | 48   | 71   | 126  | 162  | 174  | 174  | 175  |

| 2014 | 2016 | - | - | - | - | - | - | - |
| ---- | ---- | - | - | - | - | - | - | - |
| 184  | 182  | - | - | - | - | - | - | - |

### Cultes
Mars est une des rares communes de France à n'avoir aucun lieu de culte.

## Culture locale et patrimoine

### Édifices civils
- Menhirs plantés au col de Mouzoules.

### Personnalités liées à la commune
- Jean-Jacques Bourdin
- Anne Nivat

### Héraldique
Blason de la commune
| Blason de Mars (Gard) | Blason  | D'azur, à une muraille d'argent, crénelée de cinq pièces, maçonnée de sable. |
| Blason de Mars (Gard) | Détails | Le statut officiel du blason reste à déterminer.                             |